# Casper Ruud
Casper Ruud (n. 22 decembrie 1998) este un jucător de tenis profesionist norvegian. Cea mai înaltă poziție în clasament la simplu este locul 2 mondial, obținut la 12 septembrie 2022. El este primul norvegian care a câștigat un titlu ATP (câștigând în total zece turnee ATP dintre care nouă au fost pe zgură), primul norvegian care a ajuns în semifinalele turneelor ATP Tour Masters 1000 (toate pe terenuri cu zgură) și primul norvegian din istorie care a ajuns într-o finală a unui turneu de Grand Slam și în Top-10 în clasamentul ATP. Ruud este considerat unul dintre cei mai promițători tineri jucători din generația sa și printre cei mai buni jucători activi pe teren de zgură din lume.